# Filiberto Azcuy
Filiberto Azcuy Aguilera (* 13. října 1972) je bývalý kubánský zápasník – klasik, olympijský vítěz z roku 1996 a 2000.

## Sportovní kariéra
Pochází z města Esmeralda v provincii Camagüey. Zápasení se věnoval od 11 let v Camagüey na sportovní škole EIDE pod vedením Juana Fernándeze. V roce 1990 si ho jako talentovaného sportovce stáhnul do Havany do vrcholového sportovního střediska Cerro Pelado reprezentační trenér klasiků Pedro Val.
V užším výběru kubánské klasické reprezentace se pohyboval od roku 1993 jako reprezentační dvojka za Néstorem Almanzou ve váze do 74 kg. V roce 1995 na mistrovství světa v Praze zastupoval zraněného Almanzu a v roce 1996 si svými výkony řekl o nominaci na olympijské hry v Atlantě. Do Atlanty přijel výborně připravený. V úvodním kole porazil rozdílem třídy 9:1 na technické body silného Kazacha Bachtijara Bajsejtova. V semifinále se utkal s obhájcem titulu Arménem Mnacakana Iskandarjana reprezentujícím Rusko. Začátkem druhé minuty ho za pasivitu poslal rozhodčí do pokleku (parteru). Soupeř ho z pokleku zvedl, ale podařilo se mu vysmeknout a sám převzít iniciativu. Navíc se koršunem dostal do vedené 3:1 na technické body. Do poslední minuty vstupoval s náskokem dvou bodů – 4:2. V závěrečných sekundách však náskok neudržel, Iskandarjan se přítrhem dostal za jeho záda a vyrovnal na 4:4. Hned v úvodu prodloužení soupeře vytlačil ze žíněnky a za konečného stavu 5:4 na technické body postoupil do finále proti Finu Marko Asellovi. Ke konci druhé minuty finálového zápasu poslal rozhodčí pasivního Fina do parteru, po kterém se dvěma koršuny ujal vedení 3:0 na technické body. V polovině čtvrté minuty soupeř snížil koršunem a zvedem na 3:2. Jednobodový náskok již udržel do konce pětiminutové hrací doby a získal zlatou olympijskou medaili.
V roce 1999 mu nevyšlo mistrovství světa v Athénách, které bylo zároveň první fází olympijské kvalifikace. Druhou fázi olympijské kvalifikace kubánská výprava kompletně vynechala a spoléhala se na úspěch při třetí fázi kontinentálního mistrovství. Na panamerickém mistrovství v Cali startoval překvapivě v nižší váze do 69 kg, ve které se objevil i na olympijských hrách v Sydney v roce 2000. V Sydney porazil v úvodním kole základní skupina Rumuna Endera Memeta těsně 5:4, když za stavu 0:3 otočil zápas ve druhém poločasu. Z prvního místa ve skupině postoupil do vyřazovacích bojů, ze kterých s přehledem postoupil do finále proti Japonci Kacuhiko Nagatovi. Po minutě finálového souboje poslal rozhodčí pasivního soupeře do parteru, ze kterého sérií zvedů a koršunů ukončil zápas na technickou převahu. Získal druhou zlatou olympijskou medaili.
Od roku 2002 se vrátil do své původní váhy do 74 kg a v roce 2004 startoval na svých třetích olympijských hrách v Athénách. V Athénách potvrdil prvním místem ve skupině roli favorita a postoupil do vyřazovacích bojů proti Finovi Marko Yli-Hannukselovi. Úvodní tříminutový poločas skončil remízou 0:0, a proto rozhodčí nařídil na začátku druhého poločasu kontant (klinč), při kterém jako první rozpojil ruce a prohrával 0:1 na technické body. Minutu před koncem vyrovnal v parteru na 1:1, ale vzápětí chyboval, když pustil soupeře za svá záda. Za stavu 1:2 šel zápas do prodloužení, který opět začínal klinčem. Klinč prohrál a výsledkem 1:3 na technické body obsadil konečné 6. místo. Sportovní kariéru ukončil v roce 2005. Věnuje se trenérské práci.

## Výsledky
| Turnaj                  | 1993 | 1994 | 1995 | 1996 | 1997 | 1998 | 1999 | 2000 | 2001 | 2002 | 2003 | 2004 |
| Turnaj                  | 21   | 22   | 23   | 24   | 25   | 26   | 27   | 28   | 29   | 30   | 31   | 32   |
| Turnaj                  | -74  | -74  | -74  | -74  | -76  | -76  | -76  | -69  | -69  | -74  | -74  | -74  |
| ----------------------- | ---- | ---- | ---- | ---- | ---- | ---- | ---- | ---- | ---- | ---- | ---- | ---- |
| Olympijské hry          |      |      |      | 1.   |      |      |      | 1.   |      |      |      | 6.   |
| Mistrovství světa       | —    | —    | 3.   |      | 3.   | 2.   | úč.  |      | 1.   | 3.   | úč.  |      |
| Panamerické hry         |      |      | 1.   |      |      |      | 2.   |      |      |      | 1.   |      |
| Panamerické mistrovství | 1.   | 1.   |      |      | 1.   | 1.   |      | 1.   | 1.   | —    | —    | 1.   |